# Casa de Anjou-Valois
La Casa de Anjou-Valois (francés: Maison de Valois-Anjou, italiano:Casa Angiò-Valois) fue una familia de la nobleza francesa, rama de la familia real Valois. Fueron los monarcas de Nápoles durante la Baja Edad Media en el sur de Italia.

## Historia
La constitución de la casa real comenzó en la década de 1350, cuando el Rey Juan II de Francia, de la Casa de Valois, consolidó su poder en el trono francés. Su abuela paterna, Margarita de Anjou, primera esposa de Carlos de Valois, condesa de Anjou y Maine, había sido princesa de la Casa Capeta de Anjou o Dinastía Angevina.
En sus últimas décadas, la reina Juana I de Nápoles, también perteneciente a la Casa Anjou-Sicilia, aceptó que debía arreglar la sucesión del reino ante la falta de descendientes. Aunque habían herederos existentes de la rama superior, como por ejemplo en la línea menor Anjou-Durazzo, la reina decidió adoptar a Luis I como su heredero.
Así, además de la lucha de los angevinos con los aragoneses por el control del sur de Italia, las dos líneas angevinas, mayores y menores comenzaron a disputarse entre sí la posesión del Reino de Nápoles.
La rama Anjou-Durazzo fue inicialmente exitosa en asegurar el control de Nápoles, pero la Casa Anjou-Valois logró asegurarse el control de Provenza y continuó compitiendo por el trono. Luis II mantuvo el control de la ciudad de Nápoles desde 1389 hasta 1399.
La extinción de la línea de la Casa de Anjou-Durazzo en 1435 aseguró temporalmente el trono de Nápoles para la Casa Anjou-Valois, pero estos fueron finalmente derrotados por Alfonso V de Aragón en 1442.
Las pretensiones angevinas al trono de Nápoles continuaron siendo reclamados tiempo después por la Casa de Lorena (descendiente de Yolanda, hija mayor de Renato, conde de Provenza) especialmente durante la Guerra Habsburgo-Valois de 1551 a 1559, cuando Francisco, duque de Guisa y miembro de una rama menor de la familia, condujo una expedición militar francesa contra Nápoles, siendo un nuevo fracaso en su lucha contra los soldados españoles de Carlos V.